# La donna della montagna
La donna della montagna è un film del 1944 diretto da Renato Castellani, tratto dal romanzo I giganti innamorati di Salvator Gotta.

## Trama
Un ingegnere, rimasto vedovo, trova consolazione nell'amore di una giovane donna, Zosi, che diventa sua moglie. Quando Rodolfo ritorna in montagna, dove tutto gli ricorda la prima moglie, il matrimonio entra in crisi e Zosi deve utilizzare tutta la sua dolcezza per riuscire a far definitivamente breccia nel cuore del marito.

## Produzione
La troupe, impegnata a Cinecittà, venne sorpresa dai fatti dell'8 settembre. Le riprese in esterni in montagna a Cervinia erano finite, ma mancavano quelle a Pisa. La lavorazione venne sospesa e la produzione affidò (non accreditandolo) tutto il materiale al montatore Mario Serandrei, nonostante Castellani fosse contrario all'idea.

## Distribuzione e censura
Il film venne distribuito il 27 ottobre 1944. Ebbe una seconda revisione il 17 aprile 1945; nel nulla osta rilasciato il 17 maggio dello stesso anno si certifica la rimozione di fotogrammi in cui si notano dei saluti fascisti.

## Critica
(Alberto Blandi su La Stampa del 6 gennaio 1945)
(Su Film del 10 marzo 1945)
Quando Castellani chiese un parere all'amica e sceneggiatrice Suso Cecchi D'Amico, lei espresse sinceramente un parere molto negativo, definendo il film orrendo, e lo invitò a non farlo nemmeno distribuire.